# Blaaksedijk
Blaaksedijk est un village qui fait partie de la commune de Hoeksche Waard dans la province néerlandaise de Hollande-Méridionale.